# 헬로 카봇의 등장인물 목록
《헬로 카봇》의 등장인물 목록이다.

## 차탄네 가족
- 차탄
- 차산
- 전다혜
- 바둑이
- 엉토킹
- 코리리
- 판다킹

## 조연
- 수지
- 황장군
- 모나

## 라인 일당
- E라인
- S라인
- T라인
- G라인
- M라인
- Q라인
- P라인
- 트럭봇
- 트럭봇 2